# Berganfahrhilfe
Unter einer Berganfahrhilfe oder einem Berganfahrassistent versteht man eine automatisierte Unterstützung für Kraftfahrzeuge beim Anfahren an Steigungen, durch die ein Zurückrollen verhindert wird. Dabei braucht der Fahrer die Betriebs- oder Feststellbremsanlage nicht zu bedienen. Durch diese Komfortfunktion wird beim Anfahren zunächst die Bremse betätigt und erst dann wieder gelöst, wenn der Motor genug Drehmoment bereitstellt. Das Anfahren an Steigungen wird somit besonders bei Fahrzeugen mit Schaltgetriebe wesentlich erleichtert.

## Funktionsprinzip
Bei heutigen Fahrzeugen wird für die Berganfahrhilfe das Antiblockier- und ESP-System mit dem Motorsteuergerät vernetzt. Zudem benötigt die Berganfahrhilfe zusätzliche weitere Sensoren, insbesondere einen Neigungssensor und bei Schaltgetriebe einen Sensor für die Kupplungsbetätigung. Andere benötigte Sensoren, wie beispielsweise für die Betätigung des Bremspedals, werden auch für andere Fahrzeugsysteme gebraucht und von der Berganfahrhilfe mitbenutzt.
Im Gegensatz zu Systemen wie Auto Hold kann die Berganfahrhilfe nur den vom Fahrer zuvor ins System gebrachten Bremsdruck einsperren. Es gibt keinen aktiven Druckaufbau. Befindet sich das Fahrzeug auf einer Steigung und sind auch alle anderen Bedingungen erfüllt, z. B. Kupplung getreten, korrekter Gang (variiert je nach Hersteller) eingelegt, werden die Trennventile des Antiblockiersystems geschlossen. Löst nun der Fahrer das Bremspedal, um anzufahren, verbleibt der Bremsdruck im System. Ein Zurückrollen des Fahrzeugs wird verhindert.
Sobald der Fahrer wieder Gas gibt, wird bei einem im Steuergerät des Systems festgelegten Drehmomentwert des Motors die Bremse gelöst. Bei den meisten Systemen ist die Haltewirkung der Berganfahrhilfe zeitlich auf eine Zeitspanne von zwei bis fünf Sekunden (je nach System) begrenzt, um einen Missbrauch des Systems als Parkbremse auszuschließen. Weiterhin aktivieren sich einige Systeme nur bei der entsprechenden Kombination aus Neigung und Gangwahl: bei Gefälle und eingelegtem Rückwärtsgang oder bei Steigung und nicht eingelegtem Rückwärtsgang.

## Geschichte
Der ursprüngliche Mechanismus wurde bereits 1937 von Studebaker erfunden und erstmals im Studebaker President eingesetzt, später fand dieser sogenannte Hill Holder ausschließlich bei Fahrzeugen der Marke Subaru Verwendung. Mittlerweile bieten jedoch auch zahlreiche andere Automobilhersteller diese Funktion an.

## Anwendung im Motorrad
Das Anfahren am Berg stellt bei schweren Motorrädern eine besondere Herausforderung dar, weil die rechte Hand für die Gasbetätigung benötigt wird und deshalb nicht die Vorderradbremse gezogen werden kann. Die Fußbremse zum Halten an der Steigung macht das Fahrzeug kippelig, weil nur noch ein Fuß das Fahrzeug stützen kann. BMW Motorrad entwickelte für diese Anwendung eine Hill Assist Funktion in das ABS. Durch das Ziehen des Handbremshebels im Stand wird die Funktion aktiviert und kann auch wieder deaktiviert werden. Die Systemvoraussetzungen sind ein Integral-ABS und eine Drive-by-Wire-Gasbetätigung. Der Motor muss während der Funktion laufen und das Getriebe muss sich in Leerlaufstellung befinden. Beim Anfahren hält das ABS den Bremsdruck, bis das Fahrzeug stabil anrollt. Die R1200RT und die K1600GT waren die ersten Modelle mit dieser Funktion. Es ist nun auch in die anderen Modellen mit diesen Systemvoraussetzungen optional verfügbar.